# Oscar för bästa kortfilmsdokumentär
Nedan följer en lista över vinnare och nominerade av en Oscar för Bästa kortfilmsdokumentär, (Academy Award for Best Documentary (Short Subject)). Kategorin kallas även ibland för Bästa dokumentärkortfilm och dokumentära kortfilm. Den här kategorin infördes på Oscarsgalan 1942, och har delats ut varje år sedan dess, med undantag för 1958. Under andra världskrigets år handlade filmerna ofta om kriget, framförallt de allierades insatser. Vinnarna presenteras överst i fetstil och med gul färg, och de övriga nominerade för samma år följer under. Året gäller det år som filmerna släpptes, och parentesen under för vilken Oscarsgala de nominerades på.

## 1940-talet
Notering: På Oscarsgalan 1943 nominerades 25 filmer i kategorin dokumentär, där fyra speciella priser delades ut till filmer som behandlade de allierades insatser i andra världskriget.
| År | Film                                                  | Producent(er)                                  |
| 1941 (14:e) |                                                       |                                                |
| --- | ----------------------------------------------------- | ---------------------------------------------- |
| 1941 (14:e) | Churchill's Island                                    | National Film Board of Canada                  |
| 1941 (14:e) | Adventure in the Bronx                                | Film Associates                                |
| 1941 (14:e) | Bomber                                                | U.S. Office for Emergency Management Film Unit |
| 1941 (14:e) | Christmas Under Fire                                  | British Ministry of Information                |
| 1941 (14:e) | A Letter from Home                                    | British Ministry of Information                |
| 1941 (14:e) | Life of a Thoroughbred                                | 20th Century-Fox                               |
| 1941 (14:e) | Norway in Revolt                                      | March of Time                                  |
| 1941 (14:e) | A Place to Live                                       | Philadelphia Housing Authority                 |
| 1941 (14:e) | Russian Soil                                          | Amkino                                         |
| 1941 (14:e) | Soldiers of the Sky                                   | 20th Century-Fox                               |
| 1941 (14:e) | Warclouds in the Pacific                              | National Film Board of Canada                  |
| 1942 (15:e) |                                                       |                                                |
| The Battle of Midway Motivering: En särskild utmärkelse till The Battle of Midway för det historiska värdet av dess prestation i att erbjuda en filminspelning av en av de mer avgörande striderna i världen - En inspelning unik både för modet hos dem som gjorde det under eld, och för dess magnifika porträtt av det galanteri av våra väpnade styrkor i strid. | USA:s flotta                                          |                                                |
| Kokoda Front Line! Motivering: En särskild utmärkelse till Kokoda Front Line! för dess effektivitet i att porträttera, enkelt men kraftfullt, skådeplatsen för kriget i Nya Guinea och för dess rörande presentation av mod och styrka hos våra australiska vapenbröder.                                                                                             | Australian News & Information Bureau                  |                                                |
| Moscow Strikes Back Motivering: En särskild utmärkelse till Moscow Strikes Back för sin levande presentation av hjältemod i den ryska armén och det ryska folket i försvaret av Moskva, och för deras prestation att göra så under förhållanden med extrem svårighet och fara.                                                                                       | Artkino                                               |                                                |
| Prelude to War Motivering: En särskild utmärkelse till Prelude to War för sin bitande, autentiska och omrörande dramatisering av händelserna som tvingade vår nation in i kriget och de ideal som vi kämpar för. | United States Army Special Services                   |                                                |
| Africa, Prelude to Victory | The March of Time                                     |                                                |
| Combat Report | Signal Corps                                          |                                                |
| Conquer by the Clock | Frederic Ullman                                       |                                                |
| The Grain That Built a Hemisphere | Walt Disney – Walt Disney Productions                 |                                                |
| Henry Browne, Farmer | USA:s jordbruksdepartement                            |                                                |
| High over the Borders | National Film Board of Canada                         |                                                |
| High Stakes in the East | The Netherlands Information Bureau                    |                                                |
| Inside Fighting China | National Film Board of Canada                         |                                                |
| It's Everybody's War | U.S. Office of War Information                        |                                                |
| Listen to Britain | British Ministry of Information                       |                                                |
| Little Belgium | Belgian Ministry of Information                       |                                                |
| Little Isles of Freedom | Victor Stoloff och Edgar Loew                         |                                                |
| Mr. Blabbermouth! | U.S. Office of War Information                        |                                                |
| Mr. Gardenia Jones | U.S. Office of War Information                        |                                                |
| The New Spirit | Walt Disney – Walt Disney Productions                 |                                                |
| The Price of Victory | William H. Pine                                       |                                                |
| A Ship Is Born | United States Merchant Marine                         |                                                |
| Twenty-One Miles | British Ministry of Information                       |                                                |
| We Refuse to Die | William C. Thomas                                     |                                                |
| The White Eagle | Concanen Films                                        |                                                |
| Winning Your Wings | US Army Air Forces                                    |                                                |
| 1943 (16:e) |                                                       |                                                |
| December 7th | USA:s flotta                                          |                                                |
| Children of Mars | RKO Radio                                             |                                                |
| Plan for Destruction | MGM                                                   |                                                |
| Vi i Amerika | U.S. Office of War Information                        |                                                |
| To the People of the United States | Walter Wanger Prods.                                  |                                                |
| Tomorrow We Fly | U.S. Navy Bureau of Aeronautics                       |                                                |
| Youth in Crisis | March of Time                                         |                                                |
| 1944 (17:e) |                                                       |                                                |
| With the Marines at Tarawa | USA:s marinkår                                        |                                                |
| Hymn of the Nations | U.S. Office of War Information                        |                                                |
| New Americans | RKO Radio                                             |                                                |
| 1945 (18:e) |                                                       |                                                |
| Hitler Lives | Gordon Hollingshead                                   |                                                |
| Library of Congress | U.S. Office of War Information                        |                                                |
| To the Shores of Iwo Jima | USA:s marinkår                                        |                                                |
| 1946 (19:e) |                                                       |                                                |
| Seeds of Destiny | U.S. War Department                                   |                                                |
| Atomic Power | 20th Century-Fox                                      |                                                |
| Life at the Zoo | Artkino                                               |                                                |
| Paramount News Issue#37 | Paramount Pictures                                    |                                                |
| Traffic with the Devil | MGM                                                   |                                                |
| 1947 (20:e) |                                                       |                                                |
| First Steps | United Nations Division of Films and Visual Education |                                                |
| Passport to Nowhere | Frederic Ullman Jr.                                   |                                                |
| School in the Mailbox | Australian News and Information Bureau                |                                                |
| 1948 (21:a) |                                                       |                                                |
| Toward Independence | USA:s armé                                            |                                                |
| Heart to Heart | Herbert Morgan                                        |                                                |
| Operation Vittles | US Army Air Forces                                    |                                                |
| 1949 (22:a) |                                                       |                                                |
| Delad vinst: A Chance to Live | Richard De Rochemont                                  |                                                |
| Delad vinst: So Much for So Little | Edward Selzer                                         |                                                |
| 1848 | French Cinema General Cooperative                     |                                                |
| The Rising Tide | St. Francis-Xavier University Nova Scotia             |                                                |

## 1950-talet
| År                              | Film                                            | Producent(er)                                                                                         |
| 1950 (23:e)                     |                                                 | |
| ------------------------------- | ----------------------------------------------- | --- |
| 1950 (23:e)                     | Why Korea?                                      | Edmund Reek                                                                                           |
| 1950 (23:e)                     | The Fight: Science Against Cancer               | National Film Board of Canada, Medical Film Institute of the Association of American Medical Colleges |
| 1950 (23:e)                     | The Stairs                                      | Film Documents Inc.                                                                                   |
| 1951 (24:e)                     |                                                 | |
| Benjy                           | Fred Zinnemann                                  | |
| One Who Came Back               | Owen Crump                                      | |
| The Seeing Eye                  | Gordon Hollingshead                             | |
| 1952 (25:e)                     |                                                 | |
| Neighbours                      | Norman McLaren                                  | |
| Devil Take Us                   | Herbert Morgan                                  | |
| Epeira Diadema                  | Alberto Ancilotto                               | |
| Man Alive!                      | Stephen Bosustow                                | |
| 1953 (26:e)                     |                                                 | |
| The Alaskan Eskimo              | Walt Disney                                     | |
| The Living City                 | John Barnes                                     | |
| Operation Blue Jay              | Signal Corps                                    | |
| They Planted a Stone            | James Carr                                      | |
| The Word                        | John Healy, John Adams                          | |
| 1954 (27:e)                     |                                                 | |
| Thursday's Children             | World Wide Pictures, Morse Films                | |
| Jet Carrier                     | Otto Lang                                       | |
| Rembrandt: A Self-Portrait      | Morrie Roizman                                  | |
| 1955 (28:e)                     |                                                 | |
| Men Against the Arctic          | Walt Disney                                     | |
| The Battle of Gettysburg        | Dore Schary                                     | |
| The Face of Lincoln             | Wilbur T. Blume                                 | |
| 1956 (29:e)                     |                                                 | |
| The True Story of the Civil War | Louis Clyde Stoumen                             | |
| A City Decides                  | Charles Guggenheim & Assocs.                    | |
| The Dark Wave                   | John Healy                                      | |
| The House Without a Name        | Valentine Davies                                | |
| Disneyland                      | Ward Kimball, avsnittet "Man in Space (#1.20)". | |
| 1957 (30:e)                     |                                                 | |
| Inget pris gavs ut detta år     |                                                 | |
| 1958 (31:a)                     |                                                 | |
| Ama Girls                       | Ben Sharpsteen                                  | |
| Employees Only                  | Kenneth G. Brown                                | |
| Journey Into Spring             | Ian Ferguson                                    | |
| The Living Stone                | Tom Daly                                        | |
| Oeuverture                      | Thorold Dickinson                               | |
| 1959 (32:a)                     |                                                 | |
| Glas                            | Bert Haanstra                                   | |
| Kalle i mattemagikens land      | Walt Disney                                     | |
| From Generation to Generation   | Edward F. Cullen                                | |

Notering: I ett pressmeddelande av amerikanska filmakademien 2005, fastslog de att vinnarna Benjy (1951) och Neighbours (1952) är med i gruppen över filmer som inte bara tävlade, utan även vann en Oscar i helt fel kategori. Benjy, som är regisserad av Fred Zinnemann och berättad av Henry Fonda, är en fiktiv historia om en handikappad pojk. Filmen användes som en pengainsamling till Los Angeles Orthopedic Hospital. Norman McLarens Neighbours, som idag skulle ha tävlat i bästa animerade kortfilm, använde sig av "pixilation", (animering där man använder sig av riktiga människor), för att skapa en allegori av krig.

## 1960-talet
| År                                      | Film                              | Producent(er)               |
| 1960 (33:e)                             |                                   |                             |
| --------------------------------------- | --------------------------------- | --------------------------- |
| 1960 (33:e)                             | Giuseppina                        | James Hill                  |
| 1960 (33:e)                             | Beyond Silence                    | U.S. Information Agency     |
| 1960 (33:e)                             | En by ved navn København          | Statens Filmcentral         |
| 1960 (33:e)                             | George Grosz' Interregnum         | Charles Carey, Altina Carey |
| 1960 (33:e)                             | Universe                          | Colin Low                   |
| 1961 (34:e)                             |                                   |                             |
| Project Hope                            | Frank P. Bibas                    |                             |
| Breaking the Language Barrier           | US Army Air Forces                |                             |
| Cradle of Genius                        | Jim O'Connor, Tom Hayes           |                             |
| Kahl                                    | Dido-Film-GmbH                    |                             |
| L'uomo in grigio                        | Benedetto Benedetti               |                             |
| 1962 (35:e)                             |                                   |                             |
| Dylan Thomas                            | Jack Howells                      |                             |
| The John Glenn Story                    | William L. Hendricks              |                             |
| The Road to the Wall                    | Robert Saudek                     |                             |
| 1963 (36:e)                             |                                   |                             |
| Chagall                                 | Simon Schiffrin                   |                             |
| The Five Cities of June                 | George Stevens Jr.                |                             |
| The Spirit of America                   | Algernon G. Wlaker                |                             |
| Thirty Million Letters                  | Edgar Anstey                      |                             |
| To Live Again                           | Mel London                        |                             |
| 1964 (37:e)                             |                                   |                             |
| Nine from Little Rock                   | Guggenheim Productions            |                             |
| Breaking the Habit                      | Henry Jacobs, John Korty          |                             |
| Children Without                        | Guggenheim Productions            |                             |
| Eskimåkonstnären Kenojuak               | National Film Board of Canada     |                             |
| 140 Days Under the World                | Geoffrey Scott, Oxley Hughan      |                             |
| 1965 (38:e)                             |                                   |                             |
| To Be Alive!                            | Francis Thompson                  |                             |
| Mural on Our Street                     | Kirk Smallman                     |                             |
| Nyitany                                 | Hungarofilm                       |                             |
| Point of View                           | National Tuberculosis Assoc.      |                             |
| Yeats Country                           | Patrick Carey, Joe Mendoza        |                             |
| 1966 (39:e)                             |                                   |                             |
| A Year Toward Tomorrow                  | Edmond Levy                       |                             |
| Adolescence                             | Marin Karmitz, Vladimir Forgency  |                             |
| Cowboy                                  | Michael Ahnemann, Gary Schlosser  |                             |
| The Odds Against                        | Lee R. Bobker, Helen Kristt Radin |                             |
| Részletek J.S. Bach Máté passiójából    | Hungarofilm                       |                             |
| 1967 (40:e)                             |                                   |                             |
| The Redwoods                            | Mark Harris, Trevor Greenwood     |                             |
| Monument to the Dream                   | Charles Guggenheim                |                             |
| A Place to Stand                        | Christopher Chapman               |                             |
| See You at the Pillar                   | Robert Fitchet                    |                             |
| While I Run This Race                   | Carl V. Ragsdale                  |                             |
| 1968 (41:a)                             |                                   |                             |
| Why Man Creates                         | Saul Bass                         |                             |
| The House That Ananda Built             | Fali Bilimoria                    |                             |
| The Revolving Door                      | Lee R. Bobker                     |                             |
| A Space to Grow                         | Thomas P. Kelly Jr.               |                             |
| A Way Out of the Wilderness             | Dan E. Weisburd                   |                             |
| 1969 (42:a)                             |                                   |                             |
| Czechoslovakia 1968                     | Denis Sanders, Robert M. Fresco   |                             |
| An Impression of John Steinbeck: Writer | Donald Wrye                       |                             |
| Jenny Is a Good Thing                   | Joan Horvath                      |                             |
| Leo Beuerman                            | Arthur H. Wolf, Russell A. Mosser |                             |
| The Magic Machines                      | Joan Keller Stern                 |                             |

## 1970-talet
| År                                           | Film                                                             | Producent(er)                  |
| 1970 (43:e)                                  |                                                                  |                                |
| -------------------------------------------- | ---------------------------------------------------------------- | ------------------------------ |
| 1970 (43:e)                                  | Interviews with My Lai Veterans                                  | Joseph Strick                  |
| 1970 (43:e)                                  | The Gifts                                                        | Robert D. McBride              |
| 1970 (43:e)                                  | A Long Way from Nowhere                                          | Bob Aller                      |
| 1970 (43:e)                                  | Oisin                                                            | Vivien Carey, Patrick Carey    |
| 1970 (43:e)                                  | Time Is Running Out                                              | Horst Dallmayr, Robert Ménégoz |
| 1971 (44:e)                                  |                                                                  |                                |
| Centinelas del silencio                      | Manuel Arango, Robert Amram                                      |                                |
| Adventures in Perception                     | Han Van Gelder                                                   |                                |
| Art Is...                                    | Julian Krainin, DeWitt Sage                                      |                                |
| The Numbers Start with the River             | Donald Wrye                                                      |                                |
| Somebody Waiting                             | Hal Riney, Dick Snider, Woody Omens                              |                                |
| 1972 (45:e)                                  |                                                                  |                                |
| Deze kleine wereld                           | Charles Huguenot van der Linden, Martina Huguenot van der Linden |                                |
| Hundertwasser Regentag                       | Peter Schamoni                                                   |                                |
| K-Z                                          | Giorgio Treves                                                   |                                |
| Selling Out                                  | Tadeusz Jaworski                                                 |                                |
| The Tide of Traffic                          | Humphrey Swingler                                                |                                |
| 1973 (46:e)                                  |                                                                  |                                |
| Princeton: A Search for Answers              | Julian Krainin, DeWitt Sage                                      |                                |
| Background                                   | Carmen D'Avino                                                   |                                |
| Paisti ag obair                              | Louis Marcus                                                     |                                |
| Christo's Valley Curtain                     | Albert Maysles, David Maysles                                    |                                |
| Four Stones for Kanemitsu                    | Terry Sanders, June Wayne                                        |                                |
| 1974 (47:e)                                  |                                                                  |                                |
| Don't                                        | Robin Lehman                                                     |                                |
| City Out of Wilderness                       | Francis Thompson                                                 |                                |
| Exploratorium                                | Jon Boorstin                                                     |                                |
| John Muir's High Sierra                      | Dewitt Jones, Lesley Foster                                      |                                |
| Naked Yoga                                   | Ronald S. Kass, Mervyn Lloyd                                     |                                |
| 1975 (48:e)                                  |                                                                  |                                |
| The End of the Game                          | Claire Wilbur, Robin Lehman                                      |                                |
| Arthur and Lillie                            | Jon Else, Steven Kovacs, Kristine Samuelson                      |                                |
| Millions of Years Ahead of Man               | Manfred Baier                                                    |                                |
| Probes in Space                              | George Casey                                                     |                                |
| Whistling Smith                              | Barrie Howells, Michael Scott                                    |                                |
| 1976 (49:e)                                  |                                                                  |                                |
| Number Our Days                              | Lynne Littman                                                    |                                |
| American Shoeshine                           | Sparky Greene                                                    |                                |
| Blackwood                                    | Tony Ianzelo, Andy Thomson                                       |                                |
| The End of the Road                          | John Armstrong                                                   |                                |
| Universe                                     | Lester Novros                                                    |                                |
| 1977 (50:e)                                  |                                                                  |                                |
| Gravity Is My Enemy                          | John C. Joseph, Jan Stussy                                       |                                |
| Agueda Martinez: Our People, Our Country     | Moctesuma Esparza                                                |                                |
| First Edition                                | Helen Whitney, DeWitt Sage                                       |                                |
| Of Time, Tombs and Treasures                 | James R. Messenger, Paul Raimondi                                |                                |
| The Shetland Experience                      | Douglas Gordon                                                   |                                |
| 1978 (51:a)                                  |                                                                  |                                |
| The Flight of the Gossamer Condor            | Jacqueline Phillips Shedd, Ben Shedd                             |                                |
| The Divided Trail: A Native American Odyssey | Jerry Aronson                                                    |                                |
| An Encounter with Faces                      | K.K. Kapil                                                       |                                |
| Goodnight Miss Ann                           | August Cinquegrana                                               |                                |
| Squires of San Quentin                       | J. Gary Mitchell                                                 |                                |
| 1979 (52:a)                                  |                                                                  |                                |
| Paul Robeson: Tribute to an Artist           | Saul J. Turell                                                   |                                |
| Dae                                          | Risto Teofilovski                                                |                                |
| Koryo Celadon                                | Donald A. Connolly, James R. Messenger                           |                                |
| Nails                                        | Phillip Borsos                                                   |                                |
| Remember Me                                  | Dick Young                                                       |                                |

## 1980-talet
| År                                                    | Film                                                               | Producent(er)                   |
| 1980 (53:e)                                           |                                                                    |                                 |
| ----------------------------------------------------- | ------------------------------------------------------------------ | ------------------------------- |
| 1980 (53:e)                                           | Karl Hess: Toward Liberty                                          | Roland Hallé, Peter W. Ladue    |
| 1980 (53:e)                                           | Don't Mess with Bill                                               | John Watson, Pen Densham        |
| 1980 (53:e)                                           | The Eruption of Mount St. Helens!                                  | George Casey                    |
| 1980 (53:e)                                           | It's the Same World                                                | Dick Young                      |
| 1980 (53:e)                                           | Luther Metke a los 94                                              | Richard Hawkins, Jorge Preloran |
| 1981 (54:e)                                           |                                                                    |                                 |
| Close Harmony                                         | Nigel Noble                                                        |                                 |
| Americas in Transition                                | Obie Benz                                                          |                                 |
| Journey for Survival                                  | Dick Young                                                         |                                 |
| See What I Say                                        | Linda Rogers-Ambury, Pam LeBlanc, Freddi Stevens                   |                                 |
| Urge to Build                                         | Roland Hallé, John Hoover                                          |                                 |
| 1982 (55:e)                                           |                                                                    |                                 |
| If You Love This Planet                               | Edward Le Lorrain, Terre Nash                                      |                                 |
| Gods of Metal                                         | Robert Richter                                                     |                                 |
| The Klan: A Legacy of Hate in America                 | Charles Guggenheim, Werner Schumann                                |                                 |
| To Live or Let Die                                    | Freida Lee Mock                                                    |                                 |
| Traveling Hopefully                                   | John G. Avildsen                                                   |                                 |
| 1983 (56:e)                                           |                                                                    |                                 |
| Flamenco at 5:15                                      | Cynthia Scott, Adam Symansky                                       |                                 |
| In the Nuclear Shadow: What Can the Children Tell Us? | Vivienne Verdon-Roe, Eric Thiermann                                |                                 |
| Sewing Woman                                          | Arthur Dong                                                        |                                 |
| Spaces: The Architecture of Paul Rudolph              | Bob Eisenhardt                                                     |                                 |
| Ihr zent frei                                         | Dea Brokman, Ilene Landis                                          |                                 |
| 1984 (57:e)                                           |                                                                    |                                 |
| The Stone Carvers                                     | Marjorie Hunt, Paul Wagner                                         |                                 |
| The Children of Soong Ching Ling                      | Gary Bush, Paul T.K. Lin                                           |                                 |
| Code Gray: Ethical Dilemmas in Nursing                | Ben Achtenberg, Joan Sawyer                                        |                                 |
| The Garden of Eden                                    | Lawrence R. Hott, Roger M. Sherman                                 |                                 |
| Vospominaniye o Pavlovske                             | Irina Kalinina                                                     |                                 |
| 1985 (58:e)                                           |                                                                    |                                 |
| Witness to War: Dr. Charlie Clements                  | David Goodman                                                      |                                 |
| The Courage to Care                                   | Robert H. Gardner                                                  |                                 |
| Keats and His Nightingale: A Blind Date               | Michael Crowley, Jim Wolpaw                                        |                                 |
| Making Overtures: The Story of a Community Orchestra  | Barbara Willis Sweete                                              |                                 |
| The Wizard of the Strings                             | Alan Edelstein                                                     |                                 |
| 1986 (59:e)                                           |                                                                    |                                 |
| Women - for America, for the World                    | Vivienne Verdon-Roe                                                |                                 |
| Debonair Dancers                                      | Alison Nigh-Strelich                                               |                                 |
| The Masters of Disaster                               | Sonya Friedman                                                     |                                 |
| Red Grooms: Sunflower in a Hothouse                   | Thomas L. Neff, Madeline Bell                                      |                                 |
| Sam                                                   | Aaron D. Weisblatt                                                 |                                 |
| 1987 (60:e)                                           |                                                                    |                                 |
| Young at Heart                                        | Sue Marx, Pamela Conn                                              |                                 |
| Frances Steloff: Memoirs of a Bookseller              | Deborah Dickson                                                    |                                 |
| In the Wee Wee Hours...                               | Frank Daniel, Izak Ben-Meir                                        |                                 |
| Language Says It All                                  | Megan Williams                                                     |                                 |
| Silver Into Gold                                      | Lynn Mueller                                                       |                                 |
| 1988 (61:a)                                           |                                                                    |                                 |
| You Don't Have to Die                                 | Bill Guttentag, Malcolm Clarke                                     |                                 |
| The Children's Storefront                             | Karen Goodman                                                      |                                 |
| The American Experience                               | Lise Yasui, Ann Tegnell, för avsnittet "A Family Gathering (#2.3)" |                                 |
| Gang Cops                                             | Thomas B. Fleming, Daniel Marks                                    |                                 |
| Portrait of Imogen                                    | Nancy Hale, Meg Partridge                                          |                                 |
| 1989 (62:a)                                           |                                                                    |                                 |
| The Johnstown Flood                                   | Charles Guggenheim                                                 |                                 |
| Fine Food, Fine Pastries, Open 6 to 9                 | David Petersen                                                     |                                 |
| Yad Vashem: Preserving the Past to Ensure the Future  | Ray Errol Fox                                                      |                                 |

## 1990-talet
| År                                                                      | Film                                                             | Producent(er)                  |
| 1990 (63:e)                                                             |                                                                  |                                |
| ----------------------------------------------------------------------- | ---------------------------------------------------------------- | ------------------------------ |
| 1990 (63:e)                                                             | Days of Waiting                                                  | Steven Okazaki                 |
| 1990 (63:e)                                                             | Rose Kennedy: A Life to Remember                                 | Terry Sanders, Freida Lee Mock |
| 1990 (63:e)                                                             | Chimps: So Like Us                                               | Karen Goodman, Kirk Simon      |
| 1990 (63:e)                                                             | Burning Down Tomorrow                                            | Kit Thomas                     |
| 1990 (63:e)                                                             | Journey into Life: The World of the Unborn                       | Derek Bromhall                 |
| 1991 (64:e)                                                             |                                                                  |                                |
| Deadly Deception: General Electric, Nuclear Weapons and Our Environment | Debra Chasnoff                                                   |                                |
| A Little Vicious                                                        | Immy Humes                                                       |                                |
| The Mark of the Maker                                                   | David McGowan                                                    |                                |
| Birdnesters of Thailand                                                 | Éric Valli, Alain Majani d'Inguimbert                            |                                |
| Memorial: Letters from American Soldiers                                | Bill Couturié, Bernard Edelman                                   |                                |
| 1992 (65:e)                                                             |                                                                  |                                |
| Educating Peter                                                         | Thomas C. Goodwi (postum vinst), Gerardine Wurzburg              |                                |
| When Abortion Was Illegal: Untold Stories                               | Dorothy Fadiman                                                  |                                |
| At the Edge of Conquest: The Journey of Chief Wai-Wai                   | Geoffrey O'Connor                                                |                                |
| Beyond Imagining: Margaret Anderson and the 'Little Review'             | Wendy L. Weinberg                                                |                                |
| The Colours of My Father: A Portrait of Sam Borenstein                  | Richard Elson, Sally Bochner                                     |                                |
| 1993 (66:e)                                                             |                                                                  |                                |
| Defending Our Lives                                                     | Margaret Lazarus, Renner Wunderlich                              |                                |
| Chicks in White Satin                                                   | Jason Schneider                                                  |                                |
| Blood Ties: The Life and Work of Sally Mann                             | Steven Cantor, Paul Dokuchitz, Mark Mori, Constance Van Flandern |                                |
| 1994 (67:e)                                                             |                                                                  |                                |
| A Time for Justice                                                      | Charles Guggenheim                                               |                                |
| Blues Highway                                                           | Vince DiPersio, Bill Guttentag                                   |                                |
| 89 mm od Europy                                                         | Marcel Lozinski                                                  |                                |
| School of the Americas Assassins                                        | Robert Richter                                                   |                                |
| Straight from the Heart                                                 | Dee Mosbacher, Frances Reid                                      |                                |
| 1995 (68:e)                                                             |                                                                  |                                |
| One Survivor Remembers                                                  | Kary Antholis                                                    |                                |
| Jim Dine: A Self-Portrait on the Walls                                  | Nancy Dine, Richard Stilwell                                     |                                |
| The Shadow of Hate                                                      | Kary Antholis, Tia Lessin                                        |                                |
| The Living Sea                                                          | Greg MacGillivray                                                |                                |
| Never Give Up: The 20th Century Odyssey of Herbert Zipper               | Freida Lee Mock, Terry Sanders                                   |                                |
| 1996 (69:e)                                                             |                                                                  |                                |
| Breathing Lessons: The Life and Work of Mark O'Brien                    | Jessica Yu                                                       |                                |
| Kosmos                                                                  | Jeffrey Marvin, Bayley Silleck                                   |                                |
| An Essay on Matisse                                                     | Perry Wolff                                                      |                                |
| Special Effects: Anything Can Happen                                    | Susanne Simpson, Ben Burtt                                       |                                |
| The Wild Bunch: An Album in Montage                                     | Paul Seydor, Nick Redman                                         |                                |
| 1997 (70:e)                                                             |                                                                  |                                |
| A Story of Healing                                                      | Donna Dewey, Carol Pasternak                                     |                                |
| Alaska: Spirit of the Wild                                              | George Casey, Paul Novros                                        |                                |
| Amazon                                                                  | Kieth Merrill, Jonathan Stern                                    |                                |
| Family Video Diaries: Daughter of the Bride                             | Terri Randall                                                    |                                |
| Still Kicking: The Fabulous Palm Springs Follies                        | Mel Damski, Andrea Blaugrund                                     |                                |
| 1998 (71:a)                                                             |                                                                  |                                |
| The Personals: Improvisations on Romance in the Golden Years            | Keiko Ibi                                                        |                                |
| A Place in the Land                                                     | The Woodstock Foundation, Inc.                                   |                                |
| Sunrise Over Tiananmen Square                                           | National Film Board of Canada – Don McWilliams                   |                                |
| 1999 (72:a)                                                             |                                                                  |                                |
| King Gimp                                                               | Susan Hannah Hadary, William A. Whiteford                        |                                |
| Eyewitness                                                              | Bert Van Bork                                                    |                                |
| The Wildest Show in the South: The Angola Prison Rodeo                  | Peter Ginsburg, Simeon Soffer, Jonathan Stack                    |                                |

## 2000-talet
| År                                                        | Film                                                                          | Producent(er)                                                                 |
| 2000 (73:e)                                               |                                                                               |                                                                               |
| --------------------------------------------------------- | ----------------------------------------------------------------------------- | ----------------------------------------------------------------------------- |
| 2000 (73:e)                                               | Big Mama                                                                      | Tracy Seretean                                                                |
| 2000 (73:e)                                               | Curtain Call                                                                  | Charles Braverman, Peter LeDonne                                              |
| 2000 (73:e)                                               | Dolphins                                                                      | Greg MacGillivray                                                             |
| 2000 (73:e)                                               | On Tiptoe: Gentle Steps to Freedom                                            | Leelai Demoz, Eric Simonson                                                   |
| 2000 (73:e)                                               | The Man on Lincoln's Nose                                                     | Jon Biddle, Emily Boyle, Patricia Hitchcock, Lawrence A. Mirisch, Daniel Raim |
| 2001 (74:e)                                               |                                                                               |                                                                               |
| Thoth                                                     | Sarah Kernochan, Lynn Appelle                                                 |                                                                               |
| Artists and Orphans: A True Drama                         | Lianne Klapper-McNally                                                        |                                                                               |
| Sing!                                                     | Freida Lee Mock, Jessica Sanders                                              |                                                                               |
| 2002 (75:e)                                               |                                                                               |                                                                               |
| Twin Towers                                               | Bill Guttentag, Robert David Port                                             |                                                                               |
| The Collector of Bedford Street                           | Welcome Change Productions – Alice Elliott                                    |                                                                               |
| Mighty Times: The Legacy of Rosa Parks                    | Tell the Truth Pictures – Robert Hudson                                       |                                                                               |
| Why Can't We Be a Family Again?                           | Roger Weisberg, Murray Nossel                                                 |                                                                               |
| 2003 (76:e)                                               |                                                                               |                                                                               |
| Chernobyl Heart                                           | Maryann DeLeo                                                                 |                                                                               |
| Asylum                                                    | Sandy McLeod, Gini Reticker                                                   |                                                                               |
| Ferry Tales                                               | Katja Esson                                                                   |                                                                               |
| 2004 (77:e)                                               |                                                                               |                                                                               |
| Mighty Times: The Children's March                        | Robert Hudson, Robert Houston                                                 |                                                                               |
| Autism Is a World                                         | Gerardine Wurzburg                                                            |                                                                               |
| The Children of Leningradsky                              | Hanna Polak, Andrzej Celinski                                                 |                                                                               |
| Hardwood                                                  | Hubert Davis, Erin Faith Young                                                |                                                                               |
| Sister Rose's Passion                                     | Oren Jacoby, Steve Kalafer                                                    |                                                                               |
| 2005 (78:e)                                               |                                                                               |                                                                               |
| A Note of Triumph: The Golden Age of Norman Corwin        | Corinne Marrinan, Eric Simonson                                               |                                                                               |
| The Life of Kevin Carter                                  | Dan Krauss                                                                    |                                                                               |
| God Sleeps in Rwanda                                      | Kimberlee Acquaro, Stacy Sherman                                              |                                                                               |
| The Mushroom Club                                         | Steven Okazaki                                                                |                                                                               |
| 2006 (79:e)                                               |                                                                               |                                                                               |
| The Blood of Yingzhou District                            | Ruby Yang, Thomas Lennon                                                      |                                                                               |
| Recycled Life                                             | Leslie Iwerks, Mike Glad                                                      |                                                                               |
| Rehearsing a Dream                                        | Karen Goodman, Kirk Simon                                                     |                                                                               |
| Two Hands: The Leon Fleisher Story                        | Nathaniel Kahn, Susan Rose Behr                                               |                                                                               |
| 2007 (80:e)                                               |                                                                               |                                                                               |
| Freeheld                                                  | Cynthia Wade, Vanessa Roth                                                    |                                                                               |
| La corona                                                 | Amanda Micheli, Isabel Vega                                                   |                                                                               |
| Salim Baba                                                | Tim Sternberg, Francisco Bello                                                |                                                                               |
| Sari's Mother                                             | James Longley                                                                 |                                                                               |
| 2008 (81:a)                                               |                                                                               |                                                                               |
| Smile Pinki                                               | Megan Mylan                                                                   |                                                                               |
| The Conscience of Nhem En                                 | Steven Okazaki                                                                |                                                                               |
| The Final Inch                                            | Sara Bernstein, Irene Taylor Brodsky, Tom Grant, Sophie Harris, Sheila Nevins |                                                                               |
| The Witness - From the Balcony of Room 306                | Margaret Hyde                                                                 |                                                                               |
| 2009 (82:a)                                               |                                                                               |                                                                               |
| Music by Prudence                                         | Roger Ross Williams, Elinor Burkett                                           |                                                                               |
| China’s Unnatural Disaster: The Tears of Sichuan Province | Jon Alpert, Matthew O'Neill                                                   |                                                                               |
| The Last Campaign of Governor Booth Gardner               | Daniel Junge, Henry Ansbacher                                                 |                                                                               |
| The Last Truck: Closing of a GM Plant                     | Steven Bognar, Julia Reichert                                                 |                                                                               |
| Rabbit à la Berlin                                        | Bartosz Konopka, Anna Wydra                                                   |                                                                               |

## 2010-talet
| År          | Film                                                                | Producent(er)                               |
| ----------- | ------------------------------------------------------------------- | ------------------------------------------- |
| 2010 (83:e) | Strangers No More                                                   | Karen Goodman och Kirk Simon                |
| 2010 (83:e) | Killing in the Name                                                 | Jed Rothstein                               |
| 2010 (83:e) | Poster Girl                                                         | Sara Nesson                                 |
| 2010 (83:e) | Sun Come Up                                                         | Jennifer Redfearn och Tim Metzger           |
| 2010 (83:e) | The Warriors of Qiugang                                             | Ruby Yang och Thomas Lennon                 |
| 2011 (84:e) | Saving Face                                                         | Daniel Junge och Sharmeen Obaid-Chinoy      |
| 2011 (84:e) | The Barber of Birmingham: Foot Soldier of the Civil Rights Movement | Robin Fryday och Gail Dolgin                |
| 2011 (84:e) | God Is the Bigger Elvis                                             | Rebecca Cammisa och Julie Anderson          |
| 2011 (84:e) | Incident in New Baghdad                                             | James Spione                                |
| 2011 (84:e) | The Tsunami and the Cherry Blossom                                  | Lucy Walker och Kira Carstensen             |
| 2012 (85:e) | Inocente                                                            | Sean Fine och Andrea Nix Fine               |
| 2012 (85:e) | Kings Point                                                         | Sari Gilman och Jedd Wider                  |
| 2012 (85:e) | Mondays at Racine                                                   | Cynthia Wade och Robin Honan                |
| 2012 (85:e) | Open Heart                                                          | Kief Davidson och Cori Shepherd Stern       |
| 2012 (85:e) | Redemption                                                          | Jon Alpert och Matthew O'Neill              |
| 2013 (86:e) | The Lady In Number 6                                                | Malcolm Clarke och Nicholas Reed            |
| 2013 (86:e) | CaveDigger                                                          | Jeffrey Karoff                              |
| 2013 (86:e) | Facing Fear                                                         | Jason Cohen                                 |
| 2013 (86:e) | Karama Has No Walls                                                 | Sara Ishaq                                  |
| 2013 (86:e) | Prison Terminal: The Last Days of Private Jack Hall                 | Edgar Barens                                |
| 2014 (87:e) | Crisis Hotline: Veterans Press 1                                    | Ellen Goosenberg Kent och Dana Perry        |
| 2014 (87:e) | Joanna                                                              | Aneta Kopacz                                |
| 2014 (87:e) | Our Curse                                                           | Tomasz Śliwiński och Maciej Ślesicki        |
| 2014 (87:e) | The Reaper                                                          | Gabriel Serra Arguello                      |
| 2014 (87:e) | White Earth                                                         | J. Christian Jensen                         |
| 2015 (88:e) | A Girl in the River: The Price of Forgiveness                       | Sharmeen Obaid-Chinoy                       |
| 2015 (88:e) | Body Team 12                                                        | David Darg och Bryn Mooser                  |
| 2015 (88:e) | Chau, Beyond the Lines                                              | Courtney Marsh och Jerry Franck             |
| 2015 (88:e) | Claude Lanzmann: Spectres of the Shoah                              | Adam Benzine                                |
| 2015 (88:e) | Last Day of Freedom                                                 | Dee Hibbert-Jones och Nomi Talisman         |
| 2016 (89:e) | De vita hjälmarna                                                   | Orlando von Einsiedel och Joanna Natasegara |
| 2016 (89:e) | 4.1 Miles                                                           | Daphne Matziaraki                           |
| 2016 (89:e) | Extremis                                                            | Dan Krauss                                  |
| 2016 (89:e) | Joe’s Violin                                                        | Kahane Cooperman och Raphaela Neihausen     |
| 2016 (89:e) | Watani: My Homeland                                                 | Marcel Mettelsiefen och Stephen Ellis       |
| 2017 (90:e) | Heaven Is a Traffic Jam on the 405                                  | Frank Stiefel                               |
| 2017 (90:e) | Edith+Eddie                                                         | Laura Checkoway och Thomas Lee Wright       |
| 2017 (90:e) | Heroin(e)                                                           | Elaine McMillion Sheldon och Kerrin Sheldon |
| 2017 (90:e) | Knife Skills                                                        | Thomas Lennon                               |
| 2017 (90:e) | Traffic Stop                                                        | Kate Davis och David Heilbroner             |
| 2018 (91:a) | Period. End of Sentence.                                            | Rayka Zehtabchi och Melissa Berton          |
| 2018 (91:a) | Black Sheep                                                         | Ed Perkins och Jonathan Chinn               |
| 2018 (91:a) | End Game                                                            | Rob Epstein och Jeffrey Friedman            |
| 2018 (91:a) | Lifeboat                                                            | Skye Fitzgerald och Bryn Mooser             |
| 2018 (91:a) | A Night at the Garden                                               | Marshall Curry                              |
| 2019 (92:a) | Learning to Skateboard in a Warzone (If You're a Girl)              | Carol Dysinger och Elena Andreicheva        |
| 2019 (92:a) | In the Absence                                                      | Seung-jun Yi och Gary Byung-Seok Kam        |
| 2019 (92:a) | Life Overtakes Me                                                   | Kristine Samuelson och John Haptas          |
| 2019 (92:a) | St. Louis Superman                                                  | Sami Khan och Smriti Mundhra                |
| 2019 (92:a) | Walk Run Cha-Cha                                                    | Laura Nix och Colette Sandstedt             |

### 2020-talet
| År             | Film                         | Producent(er)                           |
| -------------- | ---------------------------- | --------------------------------------- |
| 2020/21 (93:e) | Colette                      | Alice Doyard och Anthony Giacchino      |
| 2020/21 (93:e) | A Concerto Is a Conversation | Kris Bowers och Ben Proudfoot           |
| 2020/21 (93:e) | Do Not Split                 | Charlotte Cook och Anders Hammer        |
| 2020/21 (93:e) | Hunger Ward                  | Skye Fitzgerald och Michael Shueuerman  |
| 2020/21 (93:e) | A Love Song for Latasha      | Sophia Nahali Allison och Janice Duncan |